# Uutela
Uutela (szw. Nybondas) – park w Helsinkach, w dzielnicy Vuosaari. Jest położony nad morzem. Popularne i łatwo dostępne (stacja metra) miejsce wypoczynku mieszkańców miasta i grillowania.
Uutela stanowi również formalnie dzielnicę (fiń. osa-alue) Helsinek, z powierzchnią 1,38 km² i 6 stałymi mieszkańcami.

## Rekreacja
W parku znajduje się ścieżka rekreacyjna o długości ok. 5,5 km prowadząca przez las.